# Fumie Takehara
Fumie Takehara (jap. 竹原 史恵, Takehara Fumie; * 14. Juli 1987 in der Präfektur Hyōgo) ist eine ehemalige japanische Leichtathletin, die sich auf den Siebenkampf spezialisiert hat.

## Sportliche Laufbahn
Ihren ersten internationalen Wettkampf bestritt Fumie Takehara im Jahr 2011, als sie bei den Asienmeisterschaften in Kōbe mit 5491 Punkten die Silbermedaille hinter der Thailänderin Wassana Winatho gewann. Zwei Jahre später belegte sie dann bei den Asienmeisterschaften in Pune mit 5401 Punkten den vierten Platz. 2014 beendete sie nach einem zweiten Platz bei den japanischen Meisterschaften in Nagano ihre sportliche Karriere im Alter von 27 Jahren.

## Persönliche Bestleistungen
- Siebenkampf: 5491 Punkte, 9. Juli 2011 in Kōbe